# ایزو ۹۹۸۴
ایزو ۹۹۸۴ استانداردی است که توسط سازمان بین‌المللی استانداردسازی تدوین شده است. هدف این استاندارد تبدیل کاراکترهای گرجستانی به رومن است.